# آکواریوس پلتینیوم
آکواریوس پلتینیوم (انگلیسی: Aquarius Platinum) شرکت معدن استرالیایی است، که در سال ۱۹۲۰ تأسیس شد.